# كنيسة ريدج
كنيسة ريدج: (بالإنجليزية: Ridge Church)‏هي واحدة من عدة كنائس في مدينة البتراء المدمرة في الأردن.

## نظرة عامة

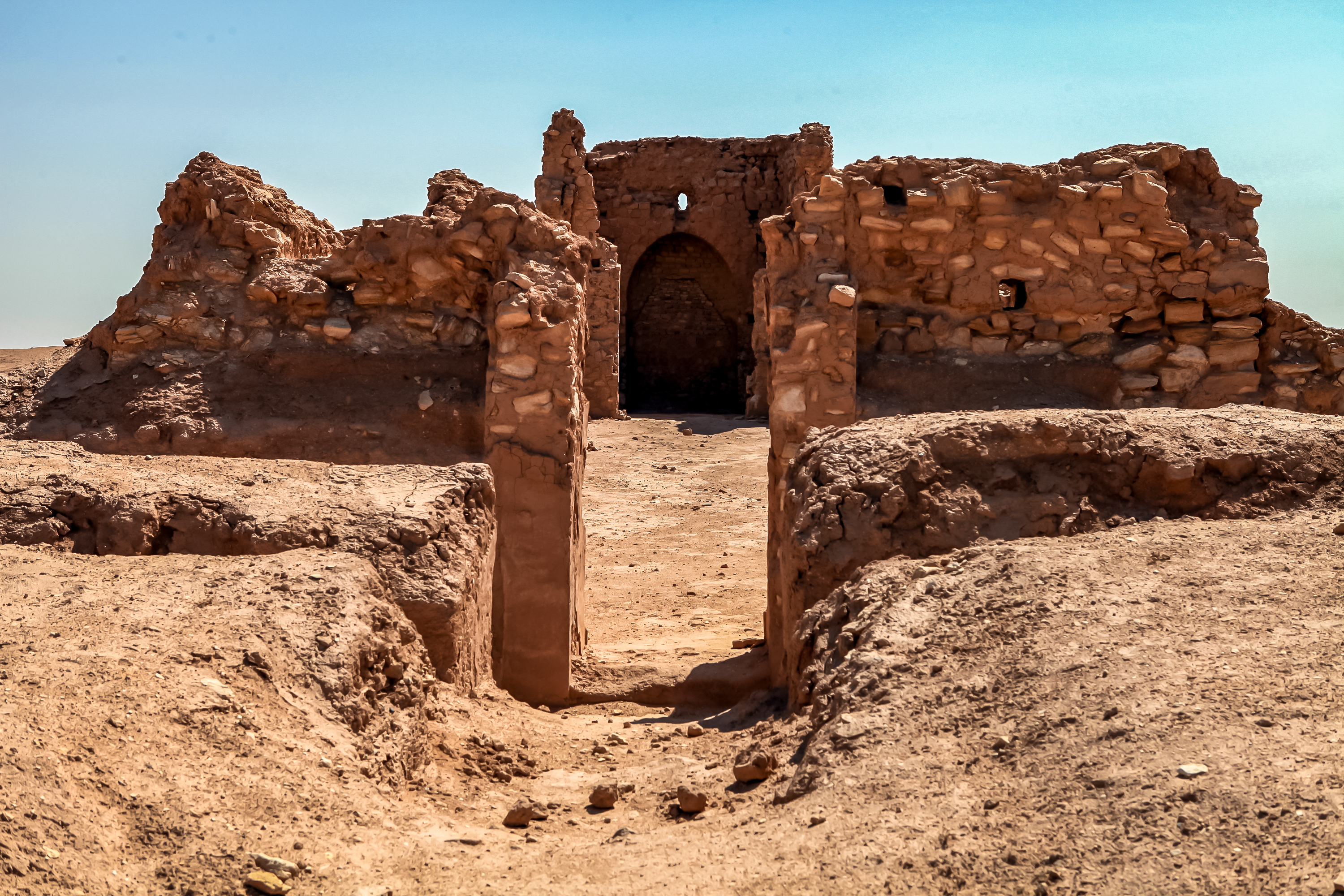
صورة لكنيسة قديمة

كنيسة ريدج تقع فوق الكنيسة الزرقاء على قمة التل ، وتطل على وادي التركمانية، جنوب الجدار البيزنطي، والتي صممت لحماية الكنائس خلف كنيسة ريدج، وكانت أسوار المدينة تحمي المدينة من الغزو من الشمال. 

## تاريخ الكنيسة

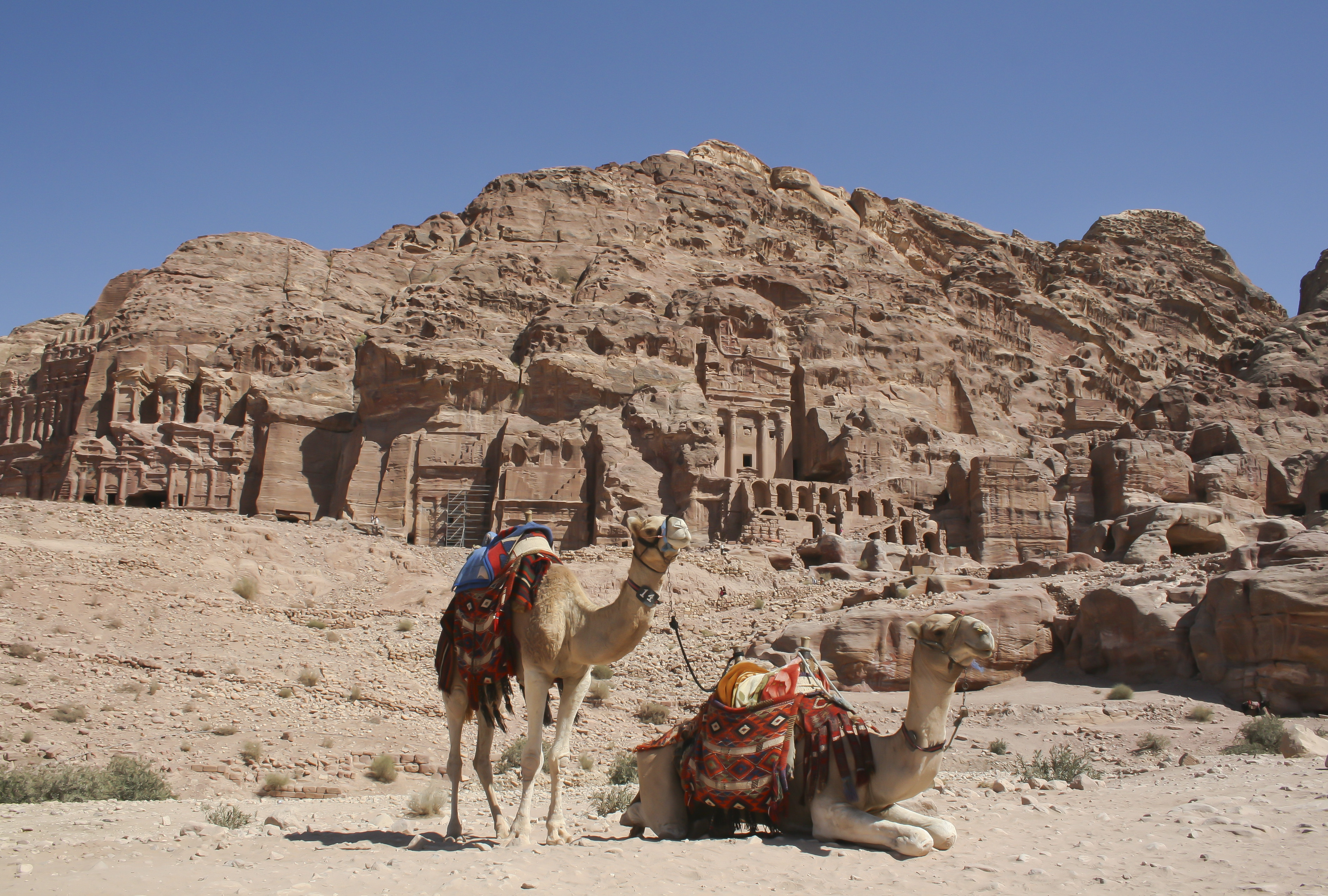
صورة لمكان في البتراء حيث أن كنيسة ريدج تقع في مدينة البتراء

يعتقد أن كنيسة ريدج هي أقدم مبنى كنيسة في البتراء، تم بناؤه على السفح الذي يطل على المدينة في القرن الثالث أو الرابع من مواد نبطية ورومانية. كانت هيكلًا مربعًا به صفان من الأعمدة يمتدان في منتصف المبنى الكنسي والذي يدعم السقف وتم بناؤه فوق غرفتي قبر عائلتين منفصلتين. لا يُعرف العلاقة بين الكنيسة والقبور. تم بناء ملاذ نصف دائري في نهاية الغرفة الرئيسية.  كما تضمنت الكنيسة مبنى صغيرًا به نافورة. هذا المبنى ، مع نقش يوناني يعود تاريخه إلى القرن الرابع أو الخامس ، يشير إلى أنه تم بناء النافورة لتكريم شخصية من خلفية عسكرية بارزة.
تم حفر كنيسة ريدج كمرحلة أولى من مشروع ريدج الشمالي. على مدار الحفريات، اكتشف أن السفح الشمالي قد استخدم على الأرجح من قبل الجيش وكمقبرة أيضًا. تقع كنيسة ريدج عبر ساحة مركزية من الكنيسة الزرقاء. تظهر كنيسة ريدج دلائل على النشاط بعد الزلزال الذي دمر المنطقة في 363 م. كانت أول دليل على النشاط بعد الزلزال هو بناء الجدار الشمالي للكنيسة وتحويلها إلى قبة واحدة مع باستوفوريا":(بالإنجليزية: pastophoria)‏ -أي غرف داخل الكنيسة- جانبية.
يأتي دليل التاريخ لهذا التحويل من فتح قبر في الكنيسة ثم نهبه وإعادة ختمه لبناء الجدار الشمالي. شملت الإضافات اللاحقة للمبنى رفع المذبح وتركيب فسيفساء قرب المذبح. تبقى قليل من تركيبات الفسيفساء الجدارية في القرن السادس.